# Mariano Acevedo
Mariano Elí Acevedo Fúnez (El Progreso, Yoro, Honduras; 9 de enero de 1983) es un exfutbolista hondureño. Jugaba de mediocampista.
Tras una dilatada trayectoria en Liga Nacional de Honduras y un corto paso por la selección nacional, decidió retirarse del fútbol en 2018 por problemas de salud. Un año después, fue diagnosticado con el síndrome de Guillain-Barré.

## Selección nacional
Fue internacional con la Selección de fútbol de Honduras en 18 ocasiones. Su debut se produjo el 6 de febrero de 2008 durante un juego amistoso contra la Selección de Paraguay que terminó con victoria hondureña de 2-0. El 3 de septiembre de 2011, convocado por Luis Fernando Suárez, jugó su último partido internacional en un amistoso contra la Selección Colombia en Nueva York. 

### Participaciones en Copas de Oro
| Copa de Oro      | Sede           | Resultado    |
| ---------------- | -------------- | ------------ |
| Copa de Oro 2009 | Estados Unidos | Tercer lugar |

## Clubes
| Club                | País                | Año                 | Partidos | Goles |
| ------------------- | ------------------- | ------------------- | -------- | ----- |
| Marathón            | Honduras            | 2005-2010           | 193      | 1     |
| Deportes Concepción | Chile               | 2010                | 2        | 0     |
| Marathón            | Honduras            | 2011-2013           | 75       | 9     |
| Olimpia             | Honduras            | 2013-2015           | 45       | 2     |
| Honduras Progreso   | Honduras            | 2015-2018           | 110      | 3     |
| Total en su carrera | Total en su carrera | Total en su carrera | 425      | 15    |

## Palmarés

### Campeonatos nacionales
| Título               | Club              | País     | Año  |
| -------------------- | ----------------- | -------- | ---- |
| Apertura 2007        | Marathón          | Honduras | 2007 |
| Apertura 2008        | Marathón          | Honduras | 2008 |
| Apertura 2009        | Marathón          | Honduras | 2009 |
| Clausura 2014        | Olimpia           | Honduras | 2014 |
| Supercopa (Clausura) | Olimpia           | Honduras | 2014 |
| Copa de Honduras     | Olimpia           | Honduras | 2015 |
| Clausura 2015        | Olimpia           | Honduras | 2015 |
| Apertura 2015        | Honduras Progreso | Honduras | 2015 |